# سیمبا (فیلم ۲۰۱۸)
سیمبا (به هندی: Simmba) فیلمی محصول سال ۲۰۱۸ و به کارگردانی روهیت شتی است. در این فیلم بازیگرانی همچون رانویر سینگ، سارا علی‌خان، سنو سود، اشوتوش رانا، آشوینی کالسکار، اولکا گوپتا، آکشی کومار، ساریتا جوشی. و اجی دیوگن ایفای نقش کرده‌اند.

## داستان
سیمبا، افسر پلیس فاسدی است که به واسطه رفتارهای غیراخلاقی‌اش از مزایای زیادی بهره می‌برد، تا اینکه یک اتفاق همه زندگی او را تغییر می‌دهد و او را به سمت راه درست هدایت می‌کند 
و به پلیسی وظیفه شناس تبدیل میشود.  …